# 海石湾站
海石湾站，位于中华人民共和国甘肃省兰州市红古区海石湾镇，是兰青铁路上的火车站，建于1958年，由中国铁路青藏集团西宁车务段管辖。车站目前办理客运业务。

## 歷史
- 建于1958年。

## 車站周邊
- 海石湾镇人民政府
- 中国工商银行十一分理处
- 中国邮政储蓄银行海石湾火车站支行
- 德盛楼
- 兰州金连海宾馆
- 兰炭医院
- 美居飞天之星商务宾馆兰州红古区店
- 兰州银座假日酒店
- 兰州荣康商务酒店
- 红古区人民政府
- 兰州金和大酒店
- 兰州银行红古支行
- 中国建设银行兰州红古支行
- 兰州市红古区文化馆
- 兰州金海天大酒店
- 海石湾南区菜市场
- 兰州市第十八中学